# Сибирская газета
«Сиби́рская газе́та» выходила в Томске с 1881 по 1888 еженедельно, в 1888 — 2 раза в неделю. Одно из лучших провинциальных периодических изданий своего времени.
Основатель газеты — известный сибирский просветитель Пётр Макушин, редакторы — А. Ефимов, А. Адрианов, А. Гусев. Негласным редактором был также Ф. В. Волховский, он же писал фельетоны.

## Описание
Разделы: Корреспонденции, Сибирское обозрение, Хроника, Томский театр. Обзоры периодики — Русское обозрение и Зарубежное обозрение. Рассказы и очерки.
Публиковались: В. Г. Короленко, Н. И. Наумов, Г. И. Успенский, Н. М. Ядринцев, Г. Н. Потанин, Н. И. Долгополов.
Особенность — существование народнической и областнической направленности в одном издании.
Газета была закрыта в 1888 году министерством внутренних дел по ходатайству одного из инициаторов первого за Уралом Императорского Томского университета, попечителя Западно-Сибирского учебного округа В. М. Флоринского, который считал дальнейшее существование «Сибирской газеты» опасным для молодёжи, которая заполнит аудитории открывающегося университета.

## Использование названия в 1990-е
Попытка второго рождения «Сибирской газеты» была предпринята в Новосибирске 4 декабря 1989 года, а с января 1990 года начался её регулярный еженедельный выпуск. Учредителем газеты выступила Ассоциация сибирских городов. Это была первая в России межрегиональная газета, распространявшаяся в 1990—1993 годах на всём пространстве Зауралья — от Кургана до Петропавловска-Камчатского.
На четвёртом месяце своей жизни, в апреле 1990 года, бюро Новосибирского обкома КПСС предприняло попытку её закрытия «за дискредитацию партийных и советских органов», что очень напоминало мотив закрытия «старой» «Сибирской газеты» («за вредное направление»). Но партийно-советский режим уже не смог противостоять волне митингов в защиту «Сибирской газеты», которая не просто отстояла её право печататься в партийной типографии «Советская Сибирь», но и вынесла главного редактора «СГ» Виктора Юкечева на XXVIII съезд КПСС, где он вместе с главным редактором «Московских новостей» Егором Яковлевым выпускал газету «демократической оппозиции» «Тринадцатый микрофон».
К рыночной экономике реинкарнация «Сибирской газеты» оказалась не готовой и, просуществовав с перерывами ещё несколько лет (изменив в 1995 г. название на «Новую Сибирскую газету»), прекратила выход в 1998 году.